# Cosmic Kiss
Cosmic Kiss (englisch kosmischer Kuss) war eine Raumfahrtmission der Europäischen Weltraumorganisation (ESA), während der sich der deutsche Raumfahrer Matthias Maurer sechs Monate lang an Bord der ISS aufhielt.
Der Flug SpaceX Crew-3 startete nach mehreren Verschiebungen am 11. November 2021 erfolgreich zur ISS. Maurer betreute dort deutsche und internationale Experimente, unter anderem zu medizinischen und materialwissenschaftlichen Fragestellungen.
Das Emblem der Mission ist der Himmelsscheibe von Nebra nachempfunden.

## Missionsemblem und Name

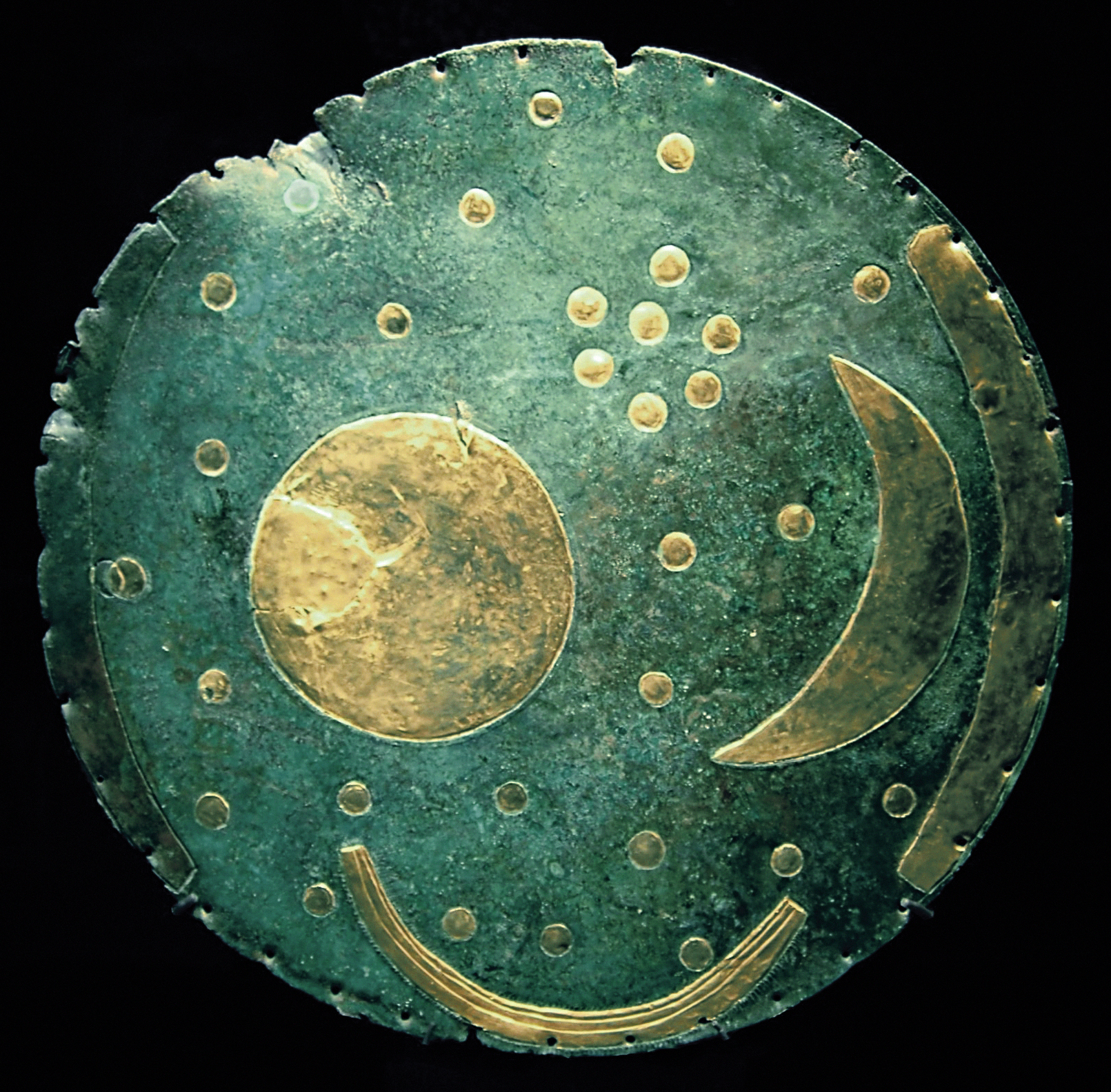
Die Himmelsscheibe von Nebra, die als Inspiration für das Missionslogo diente

Matthias Maurer gab an, dass die Himmelsscheibe von Nebra als Vorbild des Missionslogo diene, weil „Artefakte wie die Himmelsscheibe von Nebra eine tiefe und uralte Faszination für den Weltraum zum Ausdruck bringen. Menschen haben seit Anbeginn der Zeit in den Himmel geschaut, um Wissen über das Universum zu sammeln, und wir wollen das bis heute tun.“ Die Scheibe wird als Teil des UNESCO-Weltdokumentenerbes im Landesmuseum für Vorgeschichte in Halle ausgestellt. Ihre Bedeutung ist nicht eindeutig geklärt, sie soll jedoch konkrete astronomische Phänomene darstellen und circa 3600 Jahre alt sein. Zudem spiegle die bemerkenswerte Verwendung von Materialien aus unterschiedlichen Teilen der damals bekannten Welt die Bedeutung von internationaler Zusammenarbeit in der heutigen Weltraumforschung. Matthias Maurer brachte eine Nachbildung der Scheibe mit an Bord der Raumstation.
Der Name Cosmic Kiss, der von Matthias Maurer gewählt wurde, ist nach Angaben des Deutschen Zentrums für Luft- und Raumfahrt (DLR) eine „Art Liebeserklärung an das Weltall, an die Raumstation als Bindeglied zwischen Menschheit und Kosmos und an das, was die Menschen dort tun und zukünftig tun werden.“ Dies spiegle sich auch im Emblem wieder, in welchem ein stilisierter Herzschlag zu erkennen ist. Weitere Inspiration fand Maurer bei den Plaketten der Pioneer-Raumsonden, sowie den Golden Records der Voyager-Missionen, die Nachrichten von der Erde enthalten.

## Vorbereitung
Maurer wurde im Juli 2015 offiziell von der Europäischen Weltraumorganisation ESA als Raumfahrer des Europäischen Astronautenkorps (Astronautenklasse 2009) nachnominiert.
Im Sommer 2020 trainierte Maurer gemeinsam mit dem französischen ESA-Astronauten Thomas Pesquet im Lyndon B. Johnson Space Center. Zudem sollte Maurer der Ersatzmann für Pesquets Mission Alpha sein.
Am 14. Dezember 2020 wurde bekannt gegeben, dass Maurer im Rahmen der ISS-Expedition 66 für einen Langzeitaufenthalt von circa einem halben Jahr ins All fliegen soll. Es ist Maurers erster Raumflug und der zweite, bei dem ein ESA-Astronaut an Bord einer Crew Dragon zur ISS flog.

## Forschung

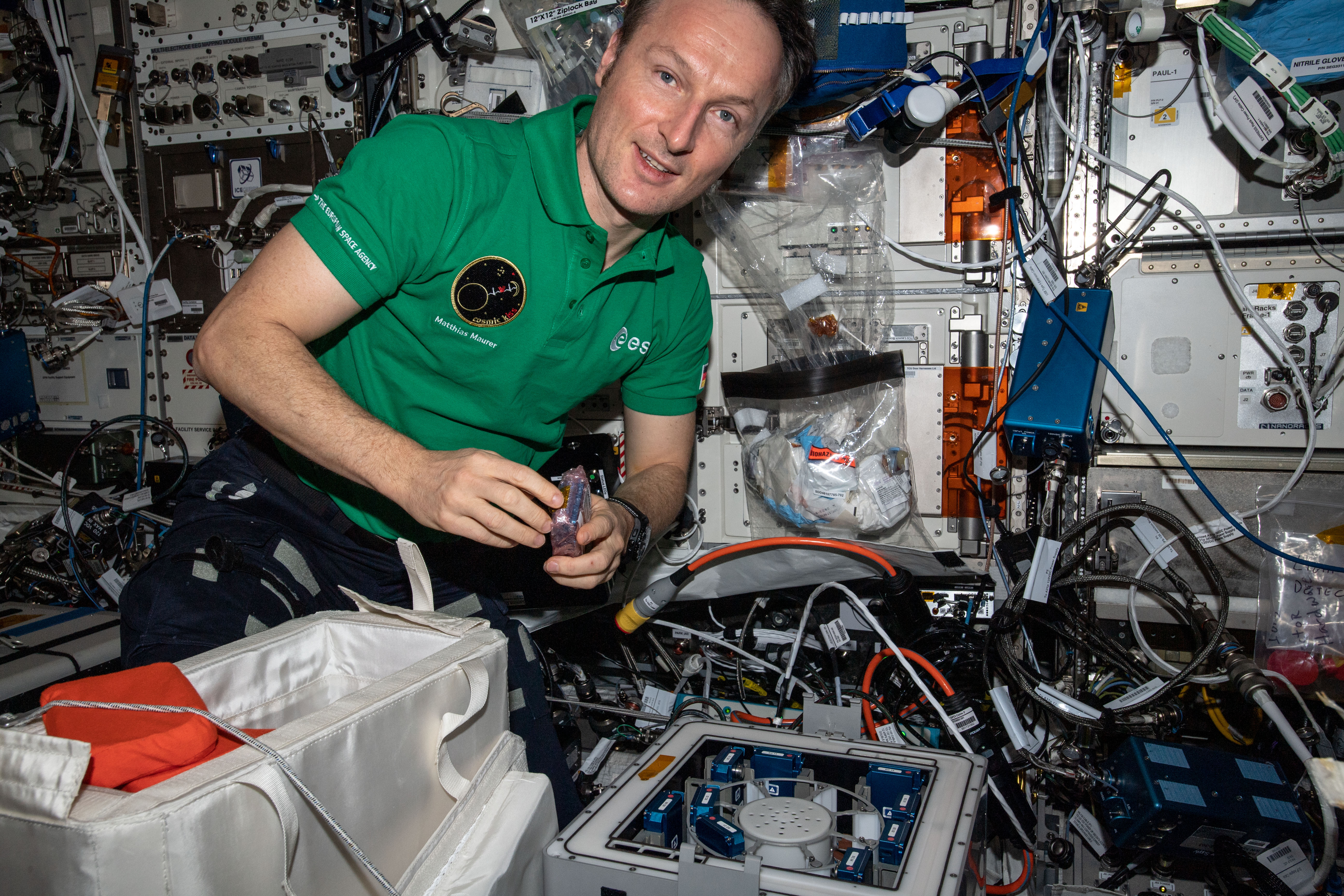
Matthias Maurer arbeitet im Columbus Forschungsmodul an Kubik, einem Temperatur-gesteuerten Zuchtkasten. Kubik wird verwendet, um biologische Proben wie Saatgut, Zellen oder kleine Tiere in der Schwerelosigkeit zu untersuchen.

Die Mission deckte viele Forschungsfelder ab und umfasste über 100 Experimente. Die deutschen Experimente wurden von der deutschen Raumfahrtagentur am DLR abgewickelt und fanden mehrheitlich im europäischen Forschungs-Modul Columbus statt. Die Versuche reichten von Grundlagenforschung bis hin zu anwendungsorientierter Wissenschaft in Bereichen wie Lebenswissenschaften, Materialwissenschaft, Physik, Biologie, Medizin oder Erdbeobachtung. Die Kosten trugen unter anderem die deutschen Raumfahrtagentur und das ESA-Nutzungsprogramm SciSpacE.
Wie bei vielen bemannten Raumfahrt-Missionen war Maurer selbst auch Versuchskörper. Eine Reihe von Geräten erfasste Daten über die Auswirkungen des Langzeitaufenthalts im Weltraum. So wurden etwa seine Muskeln, seine Körpertemperatur, sein Schlafrhythmus, sein Stoffwechsel, sein Gehör und sein Sehvermögen untersucht.
Eine andere Gruppe von Versuchen widmete sich der Ausbreitung von Bakterien auf Oberflächen in der Raumstation sowie der kontaktlosen Manipulation von Objekten. Weitere Experimente befassten sich mit der Herstellung von künstlicher Haut als Pflaster sowie dem Mischen und Aushärten von Beton in Umgebungen mit geringer Schwerkraft.

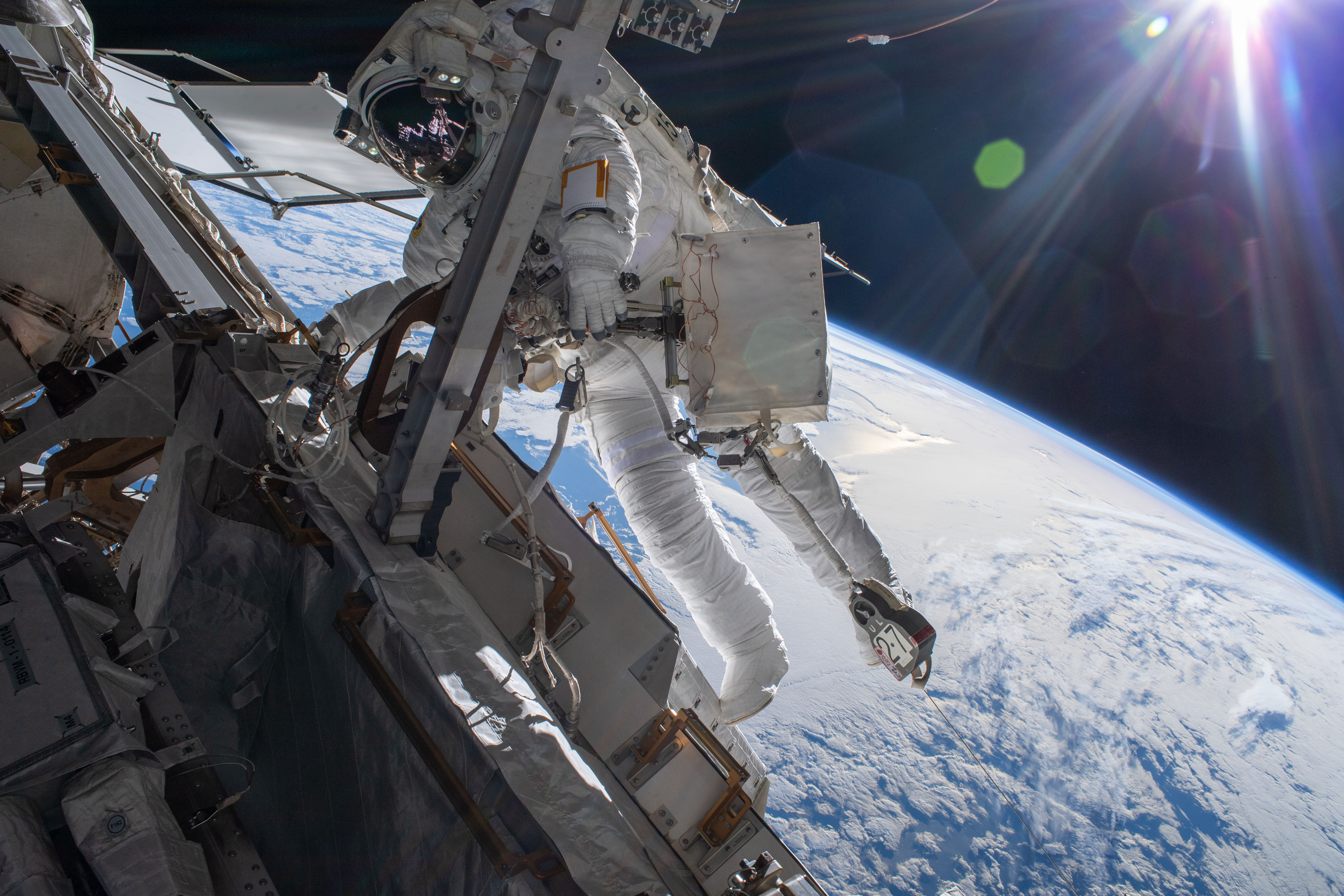
Matthias Maurer während seines Außenbordeinsatzes auf der Internationalen Raumstation am 23. März 2021.

## Außenbordeinsatz
Am 23. März 2022 führte Matthias Maurer zusammen mit seinem US-amerikanischen Kollegen Raja Chari einen Außenbordeinsatz an der ISS durch. Die Astronauten tätigten dabei Wartungs- und Verbesserungsarbeiten an der technischen Ausstattung der Raumstation. Der Ausstieg begann um 12:32 UTC, Chari trug die Bezeichnung EV-1 und den Raumanzug EMU 3005 mit roten Identifikationsstreifen, Maurer die Bezeichnung EV-2 im Raumanzug EMU 3015 ohne Streifen.
Eine lose Kamera an Maurers Helm verzögerte den Beginn der Arbeiten, Chari befestigte sie schließlich mithilfe eines Kabelbinders. Durch den Zeitverlust von etwa einer Stunde konnten einige Tätigkeiten nicht durchgeführt werden.
Nach dem Ausstieg aus der Quest Luftschleuse trennten sich Chari und Maurer und arbeiteten an verschiedenen Stellen der Raumstation. Chari reparierte das Kühlsystem, er brachte dabei unter anderem Schläuche an, die zuvor entfernt und auf der Erde repariert wurden. Maurer schloss währenddessen außerhalb des europäischen Columbus-Moduls Strom- und Datenverbindungen an die externe europäische Forschungsplattform Bartolomeo an. Dadurch wurde diese einsatzfähig. Maurer bereitete Bartolomeo auch dafür vor, dass Experimente mittels des Roboterarms der Station installiert werden können. So können im Vakuum des Weltraums Langzeit-Untersuchungen realisiert werden. Danach ersetzten Maurer und Chari eine Kamera am Ausleger P3 durch ein hochauflösendes Exemplar, das auch kabellos Daten übertragen kann.
Um 19:26 UTC, nach sechs Stunden und 54 Minuten war der Ausstieg mit dem Druckaufbau in der Luftschleuse beendet.
Der Außenbordeinsatz war der 441. Weltraumausstieg in der Raumfahrtgeschichte. Maurer ist der vierte Deutsche, der einen solche Einsatz tätigte.
Am 17. Mai gab die NASA bekannt, dass sich gegen Ende von Maurers Ausstieg Wasser im Helm gesammelt hatte. Es sei eine geringe Menge Flüssigkeit gewesen, die keine unmittelbare Bedrohung für Maurer dargestellt habe. Die NASA brachte den Vorfall mit dem zunehmenden Alter der Raumanzüge in Verbindung. In der Fracht der Raumflüge SpaceX Crew-4 und Boe OFT-2 waren Schwämme, die dabei helfen sollen, bei zukünftigen Ausstiegen Wasser zu absorbieren. Die NASA setzte Routine-mäßige Außenbordeinsätze in der Folge aus, bis die Problemursache identifiziert wurde.

## Missionsende

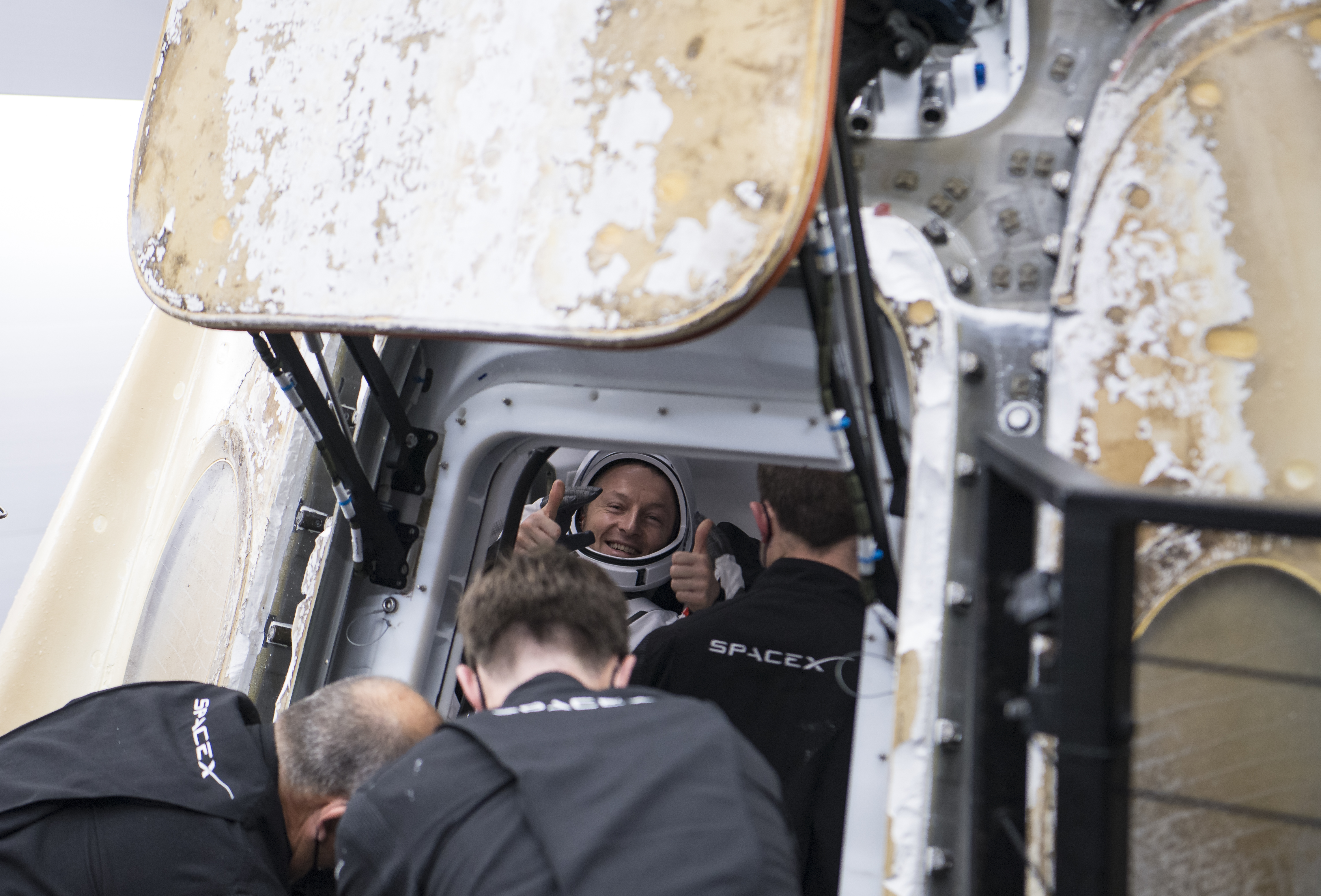
Matthias Maurer in der Crew Dragon Raumkapsel nach Rückkehr auf die Erde. Die Kapsel ist auf See gelandet und wurde von einem Schiff geborgen. Aufgenommen am 6. Mai 2022.

Samantha Cristoforetti löste Matthias Maurer an Bord der Raumstation ab. Auf die Mission Cosmic Kiss folgte somit direkt die Mission Minerva. Die beiden ESA-Astronauten konnten sich so in der Erdumlaufbahn austauschen. Die Missionslänge betrug 177 Tage.

## Rückblick auf die Mission
In mehreren Interviews nach Ankunft auf der Erde (unter anderem im Rahmen des Programmes Space Night im Bayerischen Rundfunk) hob Maurer den wissenschaftlichen Erfolg seiner Mission hervor, sprach aber auch über die russische Invasion der Ukraine, die er aus dem All erlebte. Er gab an, die Auswirkungen des Krieges habe er mit eigenen Augen, unter anderem in Form von „ganz kleinen Lichtblitzen“ gesehen. Tagsüber habe er auch Rauch über umkämpften Städten wie Mariupol ausgemacht. Maurer betonte jedoch auch die Wichtigkeit der Zusammenarbeit von Russland und den internationalen Partnern, die die Internationale Raumstation erst möglich mache. Die Station sei ein Friedenssymbol, nach Kriegsende sei es für die Völkerverständigung wichtig, gemeinsam weiter zu arbeiten. Maurer gab zudem an, auf eine zweite Mission zu hoffen, möglicherweise zur geplanten Raumstation in einer Mondumlaufbahn.

## Trivia
Zu Matthias Maurers Gepäck zählten auch kulinarische Spezialitäten aus seiner Heimat, dem Saarland. Zum Nikolaustag 2021 bereitete Maurer für die Besatzungsmitglieder ein Menü aus konservierten Gerichten zu. Dazu zählten Geheirade mit Speck und Sahnesoße und Rostige Ritter mit Vanillesoße von Koch Cliff Hämmerle sowie Kartoffel-Rieslingcremesuppe und Rehragout mit Rahm-Wirsing und Hoorischen eines saarländischen Restaurants. Das Institut für Raumfahrtmedizin des DLR und die Professur für Funktionswerkstoffe der Universität des Saarlandes lieferten dazu spezielle Löffel, die durch eine Nano-Oberfläche die Übertragung von Bakterien reduzieren sollen.
Im Februar 2021 veröffentlichte BigCityBeats das Instrumentalstück Space Symphony als offiziellen Soundtrack der ESA-Mission.